# Телевизионная реклама
Телевизио́нная рекла́ма — это реклама по телевидению.
Считается самым массовым (самым смотримым) и самым эффективным видом рекламы, но при этом и самым дорогостоящим для рекламодателя. Кроме того, выявлено, что телереклама повышает эффективность и других видов рекламы того же товара — то есть, например, после просмотра рекламы те же зрительные образы, увиденные в печатной прессе, производят большее впечатление.
По форме телереклама может быть рекламным сообщением или видеофильмом (видеороликом).
По типу телеканалов, на которых передаётся, может быть эфирной и кабельно-спутниковой.
Недостатки телерекламы заключаются в краткости рекламного фильма, из-за чего в его рамках невозможно дать подробную информацию о товаре и невозможно рассказать о большом количестве товаров, и в эпизодичности и краткости её воздействия — в отличие от печатной рекламы, которая остаётся на странице, телереклама, появившись на экране, затем исчезает. Также недостатком является её высокая стоимость.
Самый массовый вид телерекламы — рекламный ролик. Рекламные ролики делятся по продолжительности на развёрнутые (30 секунд и больше) и блиц-ролики (15—20 секунд).

## История
Первый официальный платный телевизионный ролик в США был показан 1 июля 1941 года нью-йоркской телестанцией WNBT (теперь WNBC) перед бейсбольным матчем между Бруклин Доджерс и Филадельфия Филлис. В нём рекламировались наручные часы Bulova. Компания-производитель часов заплатила за него, по разным данным, от 4 до 9 долларов (соответствует 67—151 долларам начала 2016 года). Объявление представляло собой видоизменённую тестовую табличку WNBT — из обычной таблички она стала часами со стрелками, показывавшими время. В нижней правой четверти таблички-часов отображался логотип Bulova «Bulova Watch Time» и звучал девиз «America runs on Bulova time» («Америка живет по времени Bulova»). Реклама показывалась одну минуту — пока секундная стрелка делала полный круг.
В Великобритании первый телевизионный рекламный ролик был показан 22 сентября 1955 года на канале ITV. В нём рекламировалась зубная паста Gibbs SR.
В Японии первый рекламный ролик был показан 28 августа 1953 года на токийском канале Nippon Television. В нём рекламировалась компания/часы Seikosha (теперь Seiko) и тоже показывались часы с текущим временем.

## Рекламные ролики
- Первая телевизионная реклама в мире. США, 1941 год.
- Первая телевизионная реклама в Японии. Телеканал Nippon Television, 1953 год.
- Первая телевизионная реклама в Великобритании. 1955 год.